# Coelognathus
Coelognathus (целогнат, полоз-целогнат) — рід неотруйних змій з родини Полозові (Colubridae).

## Таксономія
Розрізняють 5 видів. Раніше представників цього роду відносили до роду Полоз-елаф (Elaphe). А самих Coelognathus розглядали як підрід в межах роду Полоз-елаф (Elaphe).

## Опис
Загальна довжина представників цього роду коливається від 1 до 1,8 м. Спостерігається статевий диморфізм — самки більші за самців. Голова загострена, тулуб дещо стиснутий з боків. Колір шкіри різнобарвний — жовтий, оливковий, бурий, коричневий з різними відтінками. На спині або шиї присутні темні смуги або плями. Черево світліше за спину.

## Спосіб життя
Полюбляють чагарникову рослинність, тропічні ліси, з'являються поблизу полів та селищ людини. Більшу частину життя проводять на землі, втім можуть збиратися на чагарники та дерева. Активні у сутінках, лише деякі виходять із схованок удень. Харчуються гризунами. 
Це яйцекладні змії. Самки відкладають до 8 яєць. За сезон може бути декілько кладок.

## Розповсюдження
Мешкають у південній та південно-східній Азії.

## Види
- Coelognathus erythrurus - полоз-целогнат рудий
- Coelognathus flavolineatus - полоз жовтосмугий
- Coelognathus helena - полоз індійський
- Coelognathus radiatus - полоз променистий
- Coelognathus subradiatus